# 家司
家司（日语：／）是日本親王、内親王家及從三位以上的公卿、将軍家設置的掌管家政的職員。
本来是律令制下規定的職員，平安時代中期以後公卿、官人、地下人中開始私用家司，結果形成的國家職員和權門私員兼任的混合形式。

## 概要
爲了取代律令制以前的皇親、豪族的家産制組織，“家令職員令”得以制定辦發。并制定了家令、扶、從、書吏這四等官制，被任命的資格是親王家的文學、帳内，五位以上的諸臣家的資人。養老3年（719年）三位以上的散位、四位、五位諸臣開始可以置辦宅司。後來無品親王家的別當、四五位家的稱為知家事、知宅事的家政職員開始出現。
10世紀，家司和令外的家政職員之間的區別變得曖昧不清，一家之主可以直接任命家司長官御教書。一些郡司、富豪層因此形成了權門。
攝關期的家政機關設置了別当、家令、知家事、案主、侍、書吏等職員，實務機關則有政所、侍所、文殿、納殿。家政機關職員即實務機關職員。別当、家令等公卿、四位、五位官員任命的職員稱為「（上）家司」、知家事以下則稱為「下家司。攝關家藏人有很大的人事調動權，九条流掌權后，受領家司集中在攝關家，對其他朝臣有壓倒性優勢。院政期攝關家勢力變弱，受領家司也開始減少。家司開始變成了簡單的只經營莊園的職務。
“家司”一詞到了室町時代就漸漸不使用了，而是轉變成了以諸大夫和青侍為主體的家僕制度。。